# Chrostobapta galinaria
Chrostobapta galinaria là một loài bướm đêm trong họ Geometridae.